# Vladimir Gerić
Vladimir Gerić (Zagreb,  4. ožujka 1928. — Zagreb, 14. srpnja 2024.), hrvatski redatelj, dramaturg i prevoditelj.

## Životopis
Vladimir Gerić studirao je jugoslavenske književnosti, ruski i francuski jezik na Filozofskom fakultetu te režiju na Akademiji dramske umjetnosti u Zagrebu. Kao redatelj i Gavellin učenik, protivnik je konceptualnoga teatra, uvjeren da „režija i kazalište proizlaze iz govora glumca”. ↓1
Još kao student bio je jedan od utemeljitelja Maloga dramskog studija na Trešnjevci. Godine 1957. dolazi u Varaždin, gdje u Narodnom kazalištu »August Cesarec« (današnje Hrvatsko narodno kazalište) isprva radi kao slikar kulisa, zatim scenograf te kasnije i kao redatelj. U varaždinskom kazalištu režirao je Pirandellovu dramu Čovjek, životinja i krijepost, Čehovljeva Ujaka Vanju, Camusov Nesporazum te Molièreove drame George Dandin, Škola za žene i Tartuffe. Od 1962. do 1964. djelovao je kao redatelj na Radio Zagrebu te kasnije, od 1965. do 1968. godine, i kao dramaturg. Od 1970. do 1974. i 1980. predavao je glumu i scenski govor studentima zagrebačke Akademije dramske umjetnosti. Od 1973. do 1978. bio je angažiran u zagrebačkom HNK, gdje su zapažene bile njegove režije farse Slamnati talijanski šešir Eugènea Labichea te drama U agoniji i Gospoda Glembajevi Miroslava Krleže i Interregnum 1608 Kreše Novosela.
Iznimna redateljska postignuća ostvario je u zagrebačkom Teatru &TD režirajući često vrlo nekonvencionalno, gotovo na granici eksperimenta: 1967. režirao je drame Brdo i Galilejevo uzašašće te dvije godine kasnije i povijesnu farsu Dioklecijanova palača Antuna Šoljana. 1970. režirao je dramu Kaspar Petera Handkea u kojoj je naslovnu ulogu briljantno interpretirao Ivica Vidović. Iste su godine na Festivalu malih i eksperimentalnih scena (MESS) u Sarajevu obojica nagrađeni Zlatnim vijencem: Gerić za najbolju režiju, a Vidović za najbolju mušku ulogu. Tu predstavu mnogi kazališni znalci i danas smatraju jednom od najavangardnijih u povijesti hrvatskoga kazališta. Redateljske uspjehe u Teatru &TD Vladimir Gerić je nastavio 1971. s Pričom o vojniku Igora Stravinskog, 1972. s dramom Woyzeck Georga Büchnera i 1974. s jednočinkama Tarampesta i Mototor Antuna Šoljana. Osim u Teatru &TD, Gerić je režirao i u drugim zagrebačkim kazalištima: Satiričkom kazalištu »Jazavac« (danas »Kerempuh«), Gradskom dramskom kazalištu »Gavella«, Hrvatsko narodno kazalište u Zagrebu te u Teatru u gostima. Djelovao je u kazalištima u Osijeku, Rijeci, Splitu, Dubrovniku, Subotici, Zenici, Mostaru i Mariboru, a posebno se ističe njegova dugogodišnja suradnja s Varaždinskim kazalištem gdje je režirao s velikim uspjehom mnoge prerade klasičnih komada (suradnik za jezik mu je bio glumac i jezični savjetnik Tomislav Lipljin) na kajkavski izričaj, poput tri srednjovjekovne francuske farse pod zajedničkim naslovom Bogi Ivač, koja je na repertoaru ostala 18 godina i igrala preko 300 puta, te Shakespeareove komedije Mnogo vike ni za što pod nazivom Puno larme a za ništ, koja je 1994. godine dobila Nazorovu nagradu, te mnoge druge.

## Vladimir Gerić kao televizijski redatelj
Vladimir Gerić kao redatelj potpisuje nekoliko filmskih produkcija Radiotelevizije Zagreb:
- Baština (1969.), TV film po noveli  Guya de Maupassanta,
- Ta dobra duša (1970.), TV film po noveli Luigia Pirandella,
- Zlatni mladić (1970.), TV serija po romanu Augusta Cesarca,
- Lenjin u Africi (1973.), TV film po noveli Drage Ivaniševića,
- Pelikani (1973.), TV film po drami Augusta Strindberga,
- Mali buntovnik (1976.), TV serija po noveli France Bevka,
- Ujak Vanja (1981.), TV film po drami Antona Čehova.

## Vladimir Gerić kao prevoditelj
Temeljem recenzije jedne od najpoznatijih francuskih srednjovjekovnih farsa Meštar Pathelin Vladimir Gerić je 1956. godine postao članom Društva hrvatskih književnih prevodilaca. Prevodi s devet jezika: engleskog, francuskog, češkog, makedonskog, njemačkog, poljskog, ruskog, slovenskog i talijanskog. Do danas je, primjerice, preveo ili prepjevao brojna djela Shakespearea, Molièrea, Baudelairea, Mallarméa, Rimbauda, Valérya, Feydeaua, Gribojedova, Turgenjeva, Čehova, Kafke te mnogih drugih svjetskih pisaca i pjesnika. Kao prevoditelj i dramaturg surađuje s Glumačkom družinom Histrion, za koju je kajkavizirao nekoliko klasičnih djela svjetske komedijske baštine, primjerice Shakespearove Vesele ženske z Griča (The Merry Wives of Windsor) i Na Tri krala ili Kak očete (Twelfth Night, or What You Will) te Feydeauovu farsu Lovački rog (Monsieur chasse!, kod nas igranu i pod naslovom Gospon lovac). Prijevodima Shakespearea na kajkavski jezik napravio je kulturološki pothvat, pomaknuo granice i provjerio mogu li se na kajkavskom igrati tzv. ozbiljni komadi te dokazao da i najumnije stvari jednako dobro zvuče na kajkavskom kao i na štokavskom jeziku. ↓2

## Nagrade
- 1970. nagrada Zlatni vijenac na Festivalu malih i eksperimentalnih scena (MESS) u Sarajevu za režiju drame Kaspar Petera Handkea.
- 1977. nagrada na Festivalu domaće radio-drame u Ohridu za najbolju izvornu radijsku dramu (Off ili poskok i ptica).
- 1980. u Moskvi je primio nagradu VAAP-a (Sveruske savezne agencije za autorska prava) za svoje brojne prijevode i prepjeve ruskih autora.
- 1996. Predsjednik Republike Hrvatske dr. Franjo Tuđman odlikovao ga je Redom Danice hrvatske s likom Marka Marulića za iznimne zasluge i doprinos u kulturi.
- 2003. Hrvatsko društvo dramskih umjetnika dodijelilo mu je Nagradu hrvatskoga glumišta za svekoliko umjetničko djelovanje.
- 2005. nagrada Društva hrvatskih književnih prevodilaca za životno djelo.
- 2010. (za 2009.) Nagrada Vladimir Nazor Ministarstva kulture RH za životno djelo.
- 2013. (za 2012.) Nagrada Iso Velikanović Ministarstva kulture RH za životno djelo.[1]